# Sant Pau-Dos de Maig (métro de Barcelone)
Sant Pau | Dos de Maig est une station de la ligne 5 du métro de Barcelone.

## Situation sur le réseau
La station se situe sous la rue de l'Industrie (Carrer de la Indústria), sur le territoire de la commune de Barcelone, dans le district d'Eixample. Elle s'intercale entre Sagrada Família et Camp de l'Arpa.

## Histoire
La station ouvre au public en 1970, avec la mise en service d'un prolongement de la ligne V depuis Diagonal-Paseo de Gràcia jusqu'à La Sagrera, sous le nom de Dos de Mayo. En 1982, elle prend le nom de Hospital de Sant Pau, tandis que les chiffres arabes remplacent les chiffres romains dans la numérotation des lignes. Elle prend son nom actuel en 2009.

## Services aux voyageurs

### Accès et accueil
La station dispose de deux voies et deux quais latéraux.

## À proximité
La station se trouve à proximité de l'hôpital de Sant Pau (Hospital de la Santa Creu i Sant Pau) et l'hôpital du 2-Mai (Hospital Dos de Maig).